# Der Schächer zur Linken Christi
Der Schächer zur Linken Christi (auch Fragment einer Kreuzigung mit dem bösen Schächer oder einfach Schächer-Fragment genannt) ist ein Gemälde, das als Fragment eines ansonsten untergegangenen Flügelaltars erhalten geblieben ist. Es entstand um 1430 und wird dem flämischen sogenannten Meister von Flémalle zugeschrieben, der von der Kunstwissenschaft heute der Werkstatt von Robert Campin aus Tournai zugeordnet wird.

## Bildbeschreibung
Das Bild stellt eine Kreuzigung dar. Bei dem bereits verstorbenen Gekreuzigten, der den Hauptteil des erhaltenen Bildfragments einnimmt, handelt es sich jedoch nicht um Jesus von Nazaret, da ihm einige typische ikonographische Attribute wie die Dornenkrone (Mt 27,29 ) und die Seitenwunde (Joh 19,34 ) fehlen, andererseits die Beine zerschlagen sind, was bei Jesus ausdrücklich unterblieben war (Joh 19,33 ). Vielmehr ist es einer der beiden Schächer, die zusammen mit Jesus gekreuzigt wurden (Lk 23,39-43 ). Die Anordnung zur Linken Christi und das von Christus abgewendete Haupt kennzeichnen ihn als den „bösen“ Schächer, der auch im Angesicht des Todes keine Reue zeigt. Auch das Kreuz, das nicht die Form des Passionskreuzes hat, sondern ein T-förmiges Antoniuskreuz darstellt, deutet auf den Schächer hin. Somit erweist sich das Bild als Teil einer ursprünglich vollständigen Kreuzigungsgruppe. Kopien und Nachzeichnungen der restlichen Altarbilder lassen erkennen, dass der gesamte Altar nicht etwa eine Kreuzigung, sondern ungewöhnlicherweise eine Kreuzabnahme zeigte.

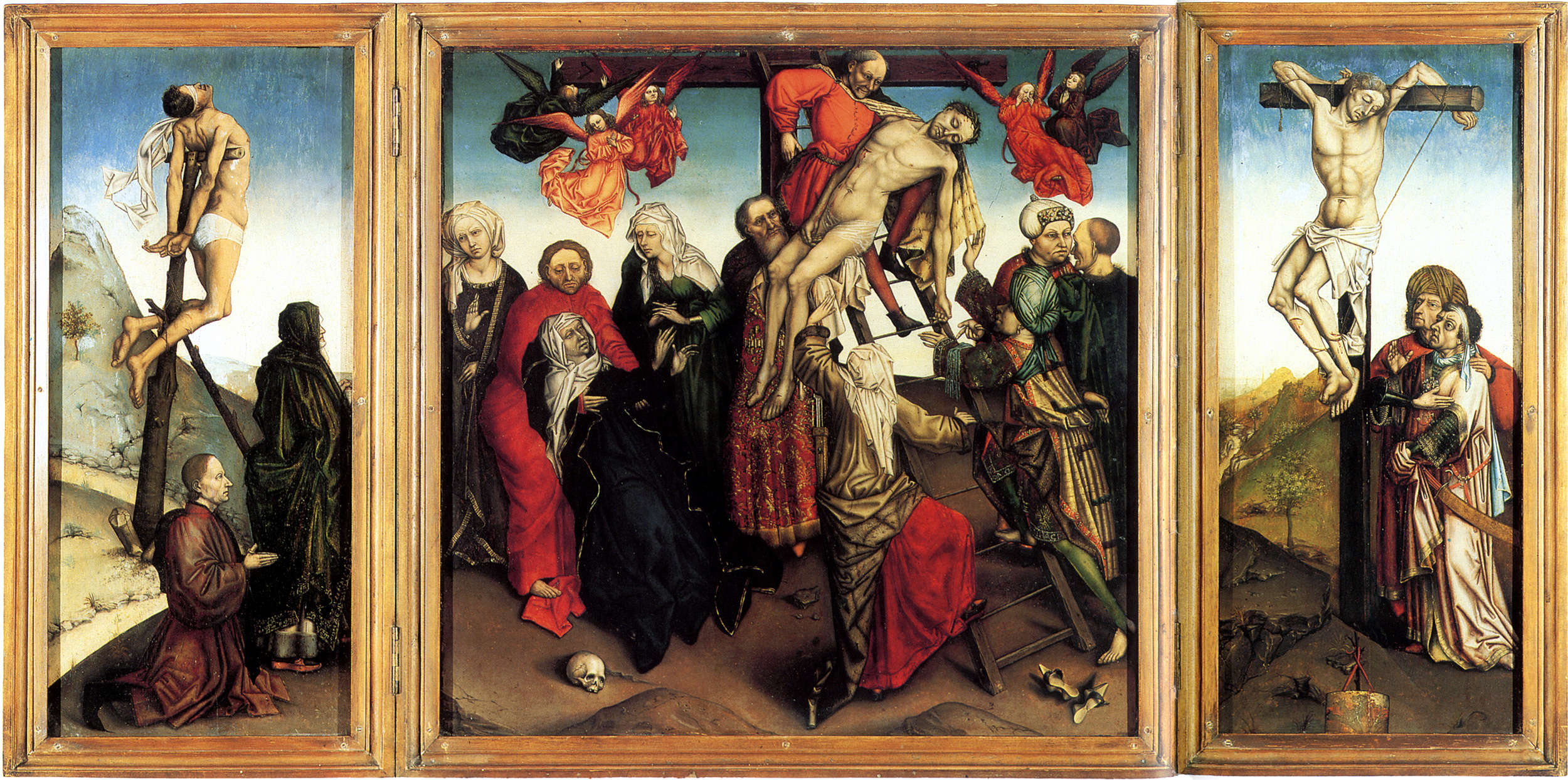
Kleinformatige Kopie des vollständigen Altarbilds, aus dem Umfeld des Meisters der (Brügger) Ursula-Legende, Ende 15. Jhdt., heute Walker Art Gallery, Liverpool

Neben dem Kreuz stehen zwei Betrachter. Der hintere von ihnen trägt eine Turban-artige Kopfbedeckung und hat den Blick auf den Schächer gerichtet. Der vordere hingegen blickt am Schächer vorbei auf die Kreuzabnahme im verlorenen Mittelteil des Altars. Er ist durch die Uniform als römischer Soldat gekennzeichnet; vermutlich handelt es sich um den „gerechten Hauptmann“, der Jesus im Augenblick seines Todes als Gottessohn erkennt (Lk 23,47 ).
Auffällig ist neben der erschreckend grausig-realen anatomischen Darstellung des Gekreuzigten auch noch der Bildhintergrund: Er ist oberhalb der Horizontlinie nicht etwa als Himmel gemalt, sondern als vergoldeter Pressbrokat gestaltet, dessen textile Anmutung durch einen regelmäßigen Rapport aus orientalischen Schriftzeichen, Vögeln und Granatäpfeln hergestellt wird. Im vollständigen Altar-Triptychon sollte mit dieser Hintergrundgestaltung die Illusion eines goldenen Ehrentuchs geschaffen werden, das die Rückseite eines hölzernen Schnitzaltars bedeckt – eine ähnliche Wirkung, wie sie auch in Rogier van der Weydens Madrider Kreuzabnahme eingesetzt wurde.
Auch die Rückseite der Holztafel, also die ehemalige Altar-Außenseite, ist bemalt, allerdings in schlechtem Erhaltungszustand. Das als Grisaille gestaltete Gemälde zeigt einen bärtigen, langhaarigen Mann in einer Mauernische unter einem Baldachin. Wegen Rissen im Holz wurde vermutlich im 19. Jahrhundert bei einer unsachgemäßen Restaurierung eine Holzleiste zur Stabilisierung aufgeleimt, wozu die Bemalung teilweise abgehobelt werden musste. Möglicherweise war die Tafelrückseite zu dieser Zeit bereits schwarz übermalt, so dass sich die damaligen Restauratoren des angerichteten Schadens gar nicht bewusst waren. Das bei der letzten Restaurierung wieder freigelegte Bildfragment stellte ursprünglich offenbar Johannes den Täufer dar.

## Zuschreibung
Im Jahr 1849 erwarb das Städelsche Kunstinstitut in Frankfurt am Main drei Bildtafeln mit der Herkunftsangabe einer angeblichen (und nicht existierenden) „Abtei von Flémalle“, woraufhin für den unbekannten Künstler dieser Werke der Notname „Meister von Flémalle“ etabliert wurde. Auch das bereits seit 1840 im Besitz des Städel befindliche Schächer-Fragment, das den drei Tafeln stilistisch sehr nahe steht, konnte daraufhin diesem Meister zugeordnet werden. Obwohl dieser Meister neben Hubert und Jan van Eyck sowie Rogier van der Weyden zu den bedeutendsten Künstlern der altniederländischen Malerei zählt, handelt es sich nicht um eine historisch fassbare, durch Urkunden belegbare Person. In der kunsthistorischen Forschung wird er mittlerweile einhellig mit der Werkstatt des Robert Campin (um 1375–1444) in Verbindung gebracht, wobei Campins eigene Rolle dabei Gegenstand der wissenschaftlichen Diskussion ist. Albert Châtelet und Felix Thürlemann setzen den Meister von Flémalle weitgehend mit Campin gleich. Demgegenüber halten Stephan Kemperdick und ihm folgend Jochen Sander am Notnamen fest, da sie Campins Rolle als Werkstattleiter hauptsächlich in der Akquise von Aufträgen vermuten, während die treibende künstlerische Kraft Campins junge Werkstattmitarbeiter gewesen seien, insbesondere Rogier van der Weyden, der seit 1427 Campins Mitarbeiter war. Das Schächer-Fragment ist mit hoher Wahrscheinlichkeit eine Werkstattarbeit verschiedener Maler, was die „Händescheidung“, also die Zuordnung einzelner Bildteile zu verschiedenen ausführenden „Händen“, mühselig und frustrierend werden lässt.

## Geschichte
Es wird vermutet, dass der Flügelaltar ursprünglich in Brügge aufgestellt war. Als möglicher Aufstellungsort wurde früher die Kirche St. Jakob vermutet, in der neueren Forschung gilt die Kapelle des Prinsenhofs als wahrscheinlicher.
Der Altar fiel vermutlich im 16. Jahrhundert einem reformatorischen Bildersturm zum Opfer. Das Tafelbild mit dem Schächer-Fragment und der ebenfalls bemalten Rückseite, das etwa die obere Hälfte des ursprünglichen rechten Altarflügels darstellt, ist das Einzige, was von dem Altarretabel erhalten geblieben ist.
Das Bild ist 1811 in Aschaffenburg nachweisbar und war damals vermutlich Teil des Gemäldeverkaufs durch einen „Mahlereyhändler Kollard“. 1840 wurde es vom Städelschen Kunstinstitut in Frankfurt erworben und war seither mehrfach Gegenstand kunstgeschichtlicher Untersuchungen. Zwischen 2014 und 2017 wurde es in der Restaurierwerkstatt des Liebieghauses Frankfurt grundlegend restauriert, nach Abschluss der Restaurierung in einer Sonderausstellung präsentiert und anschließend wieder an seinen angestammten Platz im benachbarten Städel-Museum zurücktransferiert.

## Galerie

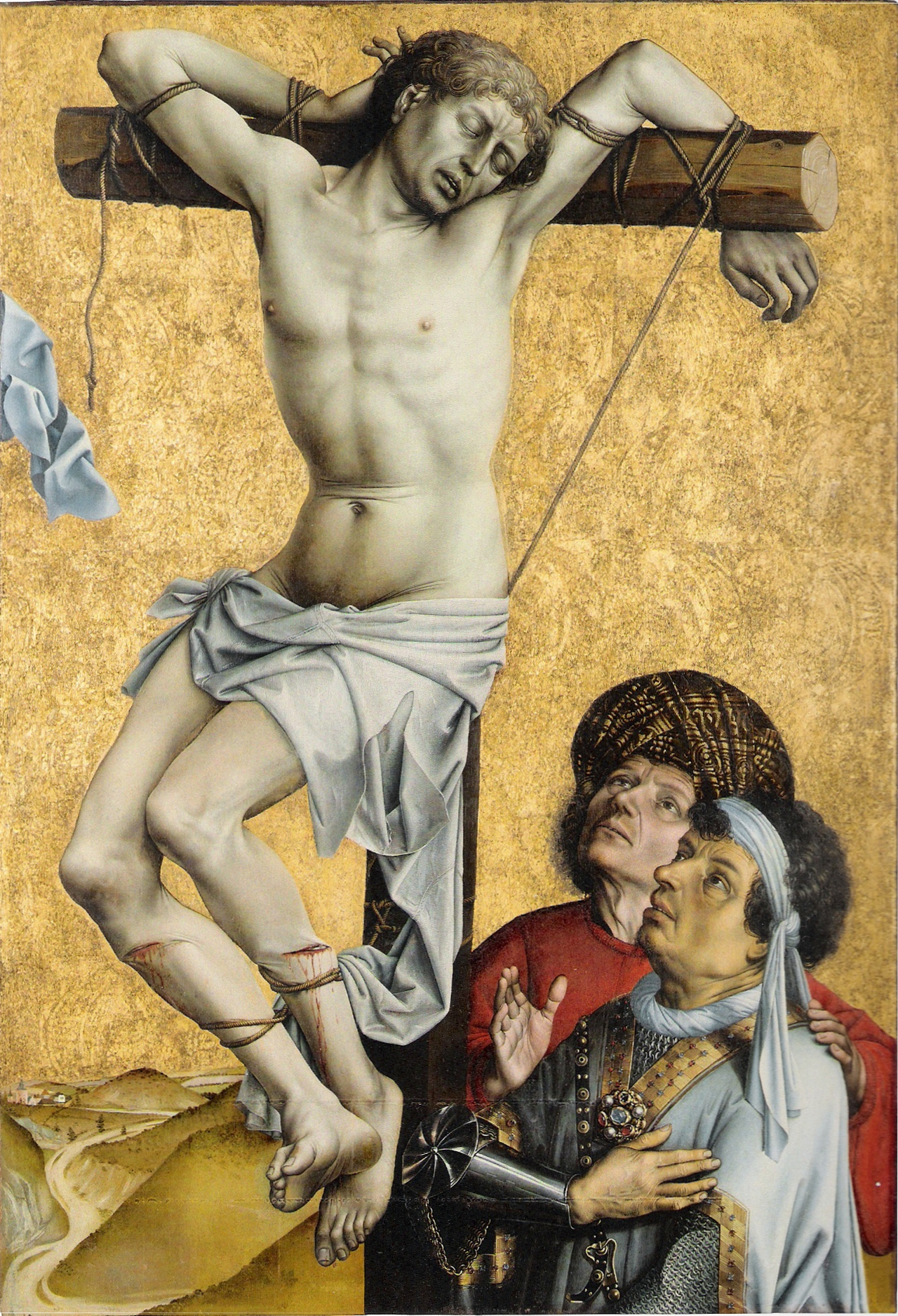
Schächer-Fragment, Zustand nach der Restaurierung
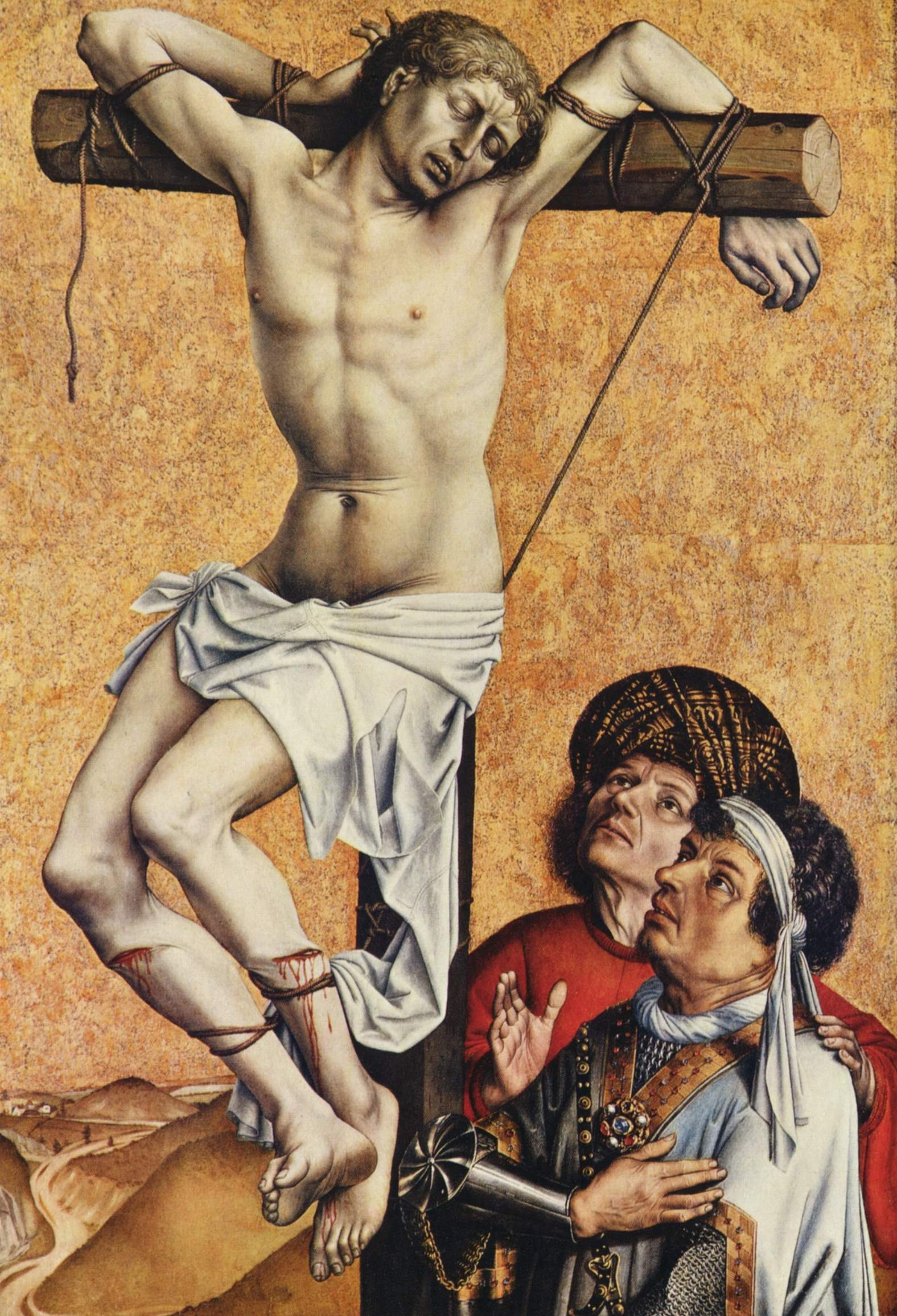
Schächer-Fragment, Zustand vor der Restaurierung
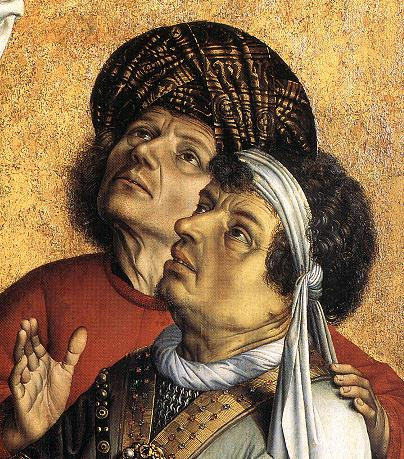
Detailansicht der Nebenfiguren